# Castilleja mollis
Castilleja mollis är en snyltrotsväxtart som beskrevs av Francis Whittier Pennell. Castilleja mollis ingår i släktet målarborstar, och familjen snyltrotsväxter. Inga underarter finns listade i Catalogue of Life.